# Brussey
Brussey é uma comuna francesa na região administrativa de Borgonha-Franco-Condado, no departamento de Alto Sona. Estende-se por uma área de 7,27 km². Em 2010 a comuna tinha 286 habitantes (densidade: 39,3 hab./km²).